# 4-Methoxymethamphetamin
4-Methoxymethamphetamin (kurz 4-MMA; auch para-Methoxymethamphetamin, PMMA) ist eine Droge, die aufgrund ihrer Struktur zu den Stoffgruppen der Phenolether und zu den substituierten Amphetaminen zählt. Es taucht als Bestandteil von Ecstasytabletten auf.

## Synthese
In PiHKAL ist die Herstellung über das aus 4-Methoxybenzaldehyd und Nitroethan zugängliche Nitropropenderivat durch Reduktion mit Lithiumaluminiumhydrid beschrieben.

## Pharmakologische Eigenschaften
PMMA ist kaum entaktogen/empathogen, ruft in geringer Dosierung jedoch berauschende und in höherer Dosierung halluzinogene Symptome hervor.

## Gefahren
Die Wirkung von PMMA setzt wie bei PMA erst sehr spät ein, seine Wirkung ist nicht so stark wie die von MDMA. Dadurch wird der Konsument leicht zur Überdosierung verführt. PMMA führt körperlich zur Erhöhung von Puls, Blutdruck, Körpertemperatur und Nystagmus. Bei Überdosierung kann es zu Erbrechen, Muskelkrämpfen, Atemproblemen und schlimmstenfalls zu Organversagen kommen, die in Konsequenz zu Koma oder Tod führen können. Seit 2010 sind mehrere Todesfälle im Zusammenhang mit PMMA bekannt.

## Rechtsstatus in Deutschland
PMMA ist in der Bundesrepublik Deutschland aufgrund seiner Aufführung in der Anlage 1 BtMG ein nicht verkehrsfähiges Betäubungsmittel. Der Umgang ohne Erlaubnis ist grundsätzlich strafbar. Weitere Informationen sind im Hauptartikel Betäubungsmittelrecht in Deutschland zu finden.